# 208 Lacrimosa
208 Lacrimosa è un asteroide della fascia principale, scoperto nel 1879 del diametro medio di circa 41,33 km.

## Parametri orbitali
Lacrimosa presenta un'orbita caratterizzata da un semiasse maggiore pari a 2,8921051 UA e da un'eccentricità di 0,0153340, inclinata di 1,74927° rispetto all'eclittica.
Stanti i suoi parametri orbitali, è considerato un membro della famiglia Coronide di asteroidi.
Il suo nome è dedicato alla Madonna Addolorata.